# Встраиваемая система
Встра́иваемая систе́ма (встро́енная систе́ма, англ. embedded system) — специализированная микропроцессорная система управления, контроля и мониторинга, концепция разработки которой заключается в том, что такая система будет работать, будучи встроенной непосредственно в устройство, которым она управляет.

## Особенности

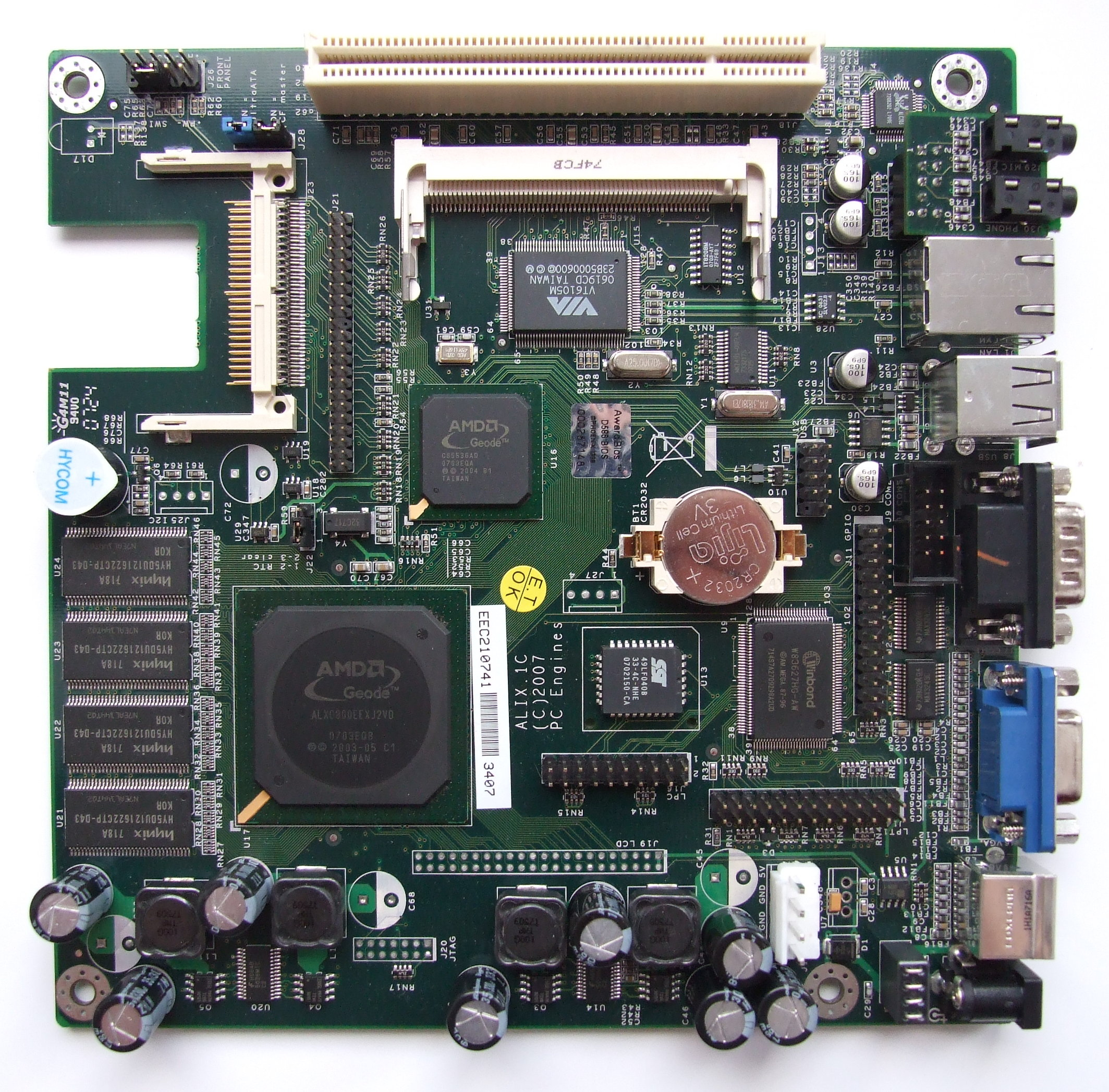
PC-система: материнская плата ALIX.1C Mini-ITX с процессором AMD Geode LX 800, включая CF-, Mini PCI- и PCI-слоты, 44-контактный IDE-интерфейс, аудио, USB и 256 МБ RAM

В связи с тем, что система управления будет размещаться внутри более сложного устройства, при её разработке ключевую роль играют следующие факторы:
- минимальное собственное энергопотребление (возможно, автономное питание);
- минимальные собственные габариты и вес;
- собственная защита (корпус) минимальна и обеспечивается прочностью и жёсткостью конструкции и применёнными элементами;
- функции отвода тепла (охлаждения) обеспечивают минимум требований тепловых режимов. Если плотность теплового потока (тепловой поток, проходящий через единицу поверхности) не превышает 0,5 мВт/см², перегрев поверхности устройства относительно окружающей среды не превысит 0,5 °C, такая аппаратура считается нетеплонагруженной и не требует специальных схем охлаждения.
- микропроцессор и системная логика, а также ключевые микросхемы по возможности совмещены на одном кристалле;
- специальные военно-космические требования по радиационной и электромагнитной стойкости, работоспособность в вакууме, гарантированное время наработки, срок доступности решения на рынке и т. д.

Основой построения простых встроенных систем часто служат одноплатные (однокристальные) ЭВМ (см.: микроконтроллер), специализированные или универсальные микропроцессоры, ПЛИС.
Широко распространено непосредственное использование или обеспечение значительной степени совместимости с морально устаревшими за долгое время выпуска (десятки лет) устройствами и интерфейсами (например, процессорами семейств Intel 8086, i386, i486, Pentium и их аналогами; шиной ISA и т. п.) из-за низкой стоимости разработки конкретного решения.

## Область применения
Областью применения встроенных систем являются:
- средства автоматического регулирования и управления технологическими процессами, например авионика, контроль доступа;
- станки с ЧПУ;
- банкоматы, платёжные терминалы;
- телекоммуникационное оборудование.

## Безопасность встроенных систем
Некоторые встроенные системы находят массовое применение, например, устройства RFID. Встроенные системы являются привлекательной целью для создателей вредоносного кода из-за своей распространённости и относительной беззащитности. Постепенно злоумышленники пытаются создать вредоносный код для встроенных систем (например, RFID-вирус, Cabir). Этот процесс пока затрудняется разнородностью встроенных устройств, отсутствием доминирующего ПО и ограниченной функциональностью некоторых видов устройств. С другой стороны, задача антивирусных компаний и исследователей компьютерной безопасности  осложнена теми же обстоятельствами, а также маломощностью встроенных систем, зачастую не позволяющей пользоваться распространённым антивирусным ПО.

## ЦПУ для встраиваемых систем
Центральным процессорным устройством для встраиваемой системы могут служить очень многие из современных микропроцессоров и микроконтроллеров. Конкретный вид определяется при проектировании, исходя из целей и задач, выполняемых встраиваемой системой.

## Ведущие фирмы-производители
Список ведущих фирм — производителей микроконтроллеров:
- Atmel Corporation
- Fujitsu
- Infineon Technologies
- Microchip Technology
- NXP Semiconductors
- Renesas Electronics
- Freescale Semiconductor
- STMicroelectronics
- Texas Instruments
- Transmeta
- VIA Technologies